# یوسوکه ناتسوکی
یوسوکه ناتسوکی (انگلیسی: Yosuke Natsuki; ۲۷ فوریهٔ ۱۹۳۶ – ۱۴ ژانویهٔ ۲۰۱۸) بازیگر، و راننده خودروی مسابقه‌ای اهل ژاپن بود.
از فیلم‌ها یا برنامه‌های تلویزیونی که وی در آن نقش داشته‌است می‌توان به بازگشت گودزیلا، شوگون اشاره کرد.